# Biblioteca di San Francesco della Vigna
Die Biblioteca di San Francesco della Vigna in Venedig befindet sich im namensgebenden Konvent, der im frühen 13. Jahrhundert entstand. 

## Bestände
Die alten Bestände der Bibliothek umfassten im Jahr 2016 etwa 30.000 Bände, darunter Handschriften, Inkunabeln, Frühdrucke, ebenso Druckwerke des 16. bis 18. Jahrhunderts. Die moderne Literatur umfasst 80.000 Werke. Dem Schwerpunkt entsprechend handelt es sich um Schriften im Umkreis der Bibel, Bibeldrucke und -handschriften, Werke zur dogmatischen und moralischen Theologie, zur Patristik, zu Homilien, zur Kirchengeschichte und zum kanonischen Recht. Eine eigene Sektion bilden Schriften zur Ökumene und zum Franziskanerorden mit Blick auf Theologie, Geschichte und Kunst. Außerdem bezieht die Bibliothek 363 laufende Zeitschriften und verfügt über Bestände von 302 eingestellten Zeitschriften.

## Geschichte
Sichere Nachrichten vom Bestehen einer solchen Bibliothek reichen bis 1437 zurück. Zwischen dem 16. und dem 18. Jahrhundert genoss das Haus einen gewissen Ruf sowohl wegen der dort befindlichen Handschriften als auch wegen der öffentlichen Lesungen zur Theologie sowie für die Versammlungen der Accademia per le Scienze Ecclesiastiche.
Napoleon ließ den Konvent, wie zahlreiche andere in Venedig, auflösen. Das Haus wurde in eine Kaserne umgewandelt, der überwiegende Teil der Bibliotheksbestände verstreut. 
Auf der Grundlage von Stiftungen und Überlassungen entstand Mitte des 19. Jahrhunderts eine neue Bibliothek, nachdem der Konvent neugegründet worden war. 1989 wurde der Konvent Sitz des Istituto di Studi Ecumenici San Bernardino. Daher entstanden neue Sammlungen zum Themenkreis der Ökumene, aber auch des interkonfessionellen und -religiösen Dialoges. 
2001 gelangten weitere Bestände in die Bibliothek, wie die Sammlung des Bruders Anacleto Sasso oder die von Bruder Candido Romeri. Hinzu kamen die Bestände aufgelöster Konvente, wie desjenigen von S. Cuore di Feltre, S. Maria Maggiore di Trieste, SS. Redentore di Verona, San Michele in Isola, Santa Lucia di Vicenza und San Daniele di Lorigo. Auch die Choräle des Convento di San Francesco del Deserto und von San Francesco Grande zu Padua gelangten ins Haus. 
2001 wurde die Bibliothek durch die Direktion der Beni Culturali della Regione Veneto als „von kulturellem Interesse“ anerkannt und daher Teil des Polo Bibliotecario Regionale del Veneto. Die Manuskripte erhielten Einträge in die Nuova Biblioteca Manoscritta sowie in den Catalogo Italiano dei Periodici.